# Kielce Rockują
Kielce Rockują – festiwal muzyczny odbywający się cyklicznie w Kielcach od 2014 roku. Dotychczas odbyło się dziesięć edycji festiwalu.
Pomysłodawcą festiwalu jest Paweł Wawrzeńczyk – muzyk, lider zespołów Limit Blues i 4Accoustic, prezes Stowarzyszenia Kielce Rockują – współorganizatora festiwalu.

## Historia
Pierwsza edycja festiwalu odbyła się 9 maja 2014r. Publiczności zaprezentowały się dwa zespoły: Limit Blues i KGB.
Drugaj edycja festiwalu została rozszerzona – koncerty odbywały się przez 4 dni, a artyści prezentowali się widzom na festiwalowej Scenie Głównej, w Sali Widowiskowej oraz kieleckich klubach muzycznych.
Koncerty piątej edycji festiwalu  w 2017 roku odbyły się na dużej scenie Kieleckiego Centrum Kultury oraz  w sali koncertowej Wojewódzkiego Domu Kultury w Kielcach.
Podczas szóstej edycji festiwalu w 2018 roku muzycy prezentowali się publiczności na scenie amfiteatru Kadzielnia w Kielcach, dwudniowe koncerty zgromadziły ponad 10 tysięcy widzów.
Od siódmej edycji, która miała miejsce w 2020 roku, koncerty festiwalowe odbywają się w Centrum Kongresowym Targów Kielce.
W dniach 15–17 września 2023 roku w Centrum Kongresowym Targów Kielce odbyła się jubileuszowa, dziesiąta edycja festiwalu.
Festiwal Kielce Rockują uzupełnia całoroczny cykl koncertów Kielce Rockują Tour – w jego ramach wystąpili dotychczas: Moreland&Arbuckle, Neal Black & The Healers, Marco Mendoza, Wanda Johnson, Dudley Taft, Manu Lanvin & The Devil Blues oraz Joe Louis Walker.

## Najpopularniejsi uczestnicy festiwalu
Pierwsza edycja (9.05.2014)
- Limit Blues
- KGB

Druga edycja (11-14.09.2014)
- Blindside Blues Band
- Dudley Taft
- Kraków Street Band
- Roman "Pazur" Wojciechowski
- 4Szmery

Trzecia edycja (30.04 – 3.05.2015)
- The Animals & Friends
- The Crazy World of Arthur Brown
- Livin' Blues Xperience
- Eric Bell from Thin Lizzy
- Michael Lee Firkins
- Earl Thomas
- Mofo Party Band
- The Cell
- Juwana Jenkins
- Rob Tognoni
- Mech
- Paul Rose
- Gerry Jablonski & The Electric Band

Czwarta edycja (2 – 4.09.2016)
- 4Acoustic
- Kraków Street Band
- Acustic
- Władysław Komendarek
- Grzegorz Kapołka Trio
- Martin Turner (ex Wishbone Ash)
- Nick Simper (ex Deep Purple) & Nasty Habits
- Focus

Piąta edycja (30.08 – 3.09.2017)
- The Animals & Friends
- TSA
- Acustic
- Los Agentos
- Nocna Zmiana Bluesa
- Outsider Blues
- Doghouse Sam & His Magnatones
- SBB
- Limit Blues I Przyjaciele
- Jan Akkerman
- The Yardbirds

Szósta edycja (15 – 16.09.2018)
- Focus
- Atomic Rooster
- Katarzyna Nosowska
- Ten Years After
- Chris Farlowe & The Norman Beaker Band
- KULT

Siódma edycja (5 – 6.09.2020)
- Władysław Komendarek
- Vanesa Harbek
- Easy Rider
- Wojciech Karolak Trio
- Limit i Przyjaciele
- Roman Pazur Wojciechowski

Ósma edycja (3 – 4.09.2021)
- Big Joe Stolle and Mauro Pandolfino
- Jack Moore Band
- Polanie

- Limit i Przyjaciele
- Fernando Saunders Band
- RSC

Dziewiąta edycja (10 – 11.09.2022)
- ZVA 12-28 Band
- Rena Lacko & Downtown
- Dariusz Kozakiewicz LIVE
- Electric Lady
- Lev Radagan
- Scott Henderson

Dziesiąta edycja (15 – 17.09.2023)
- Jacek Szuła OnUs Blues
- 1One & Grzegorz Kupczyk
- John Porter & Agata Karczewska
- KaZióGra – Kapołka Ziółek Gralak
- Kobranocka
- Proletaryat
- Maciej Lipina & Ścigani
- Rezerwat
- Turbo